# Marilândia
Marilândia este un oraș în unitatea federativă Espírito Santo (ES) din Brazilia.